# Мальейру, Педру
Пе́дру Жо́рже Гонса́лвеш Малье́йру (порт. Pedro Jorge Gonçalves Malheiro, род. 21 января 2001, Вила-Верди) — португальский футболист, опорный полузащитник клуба «Трабзонспор».

## Клубная карьера
Мальейру — воспитанник клубов «Вильяверденсе», «Брага», «ФК Палмейрас», «Фамаликан» и «Боавишта». В 2021 году игрок был включён в заявку команды на сезон последних. В том же году Педру на правах аренды выступал за «Вильяверденсе». Летом того же года Мальейру вернулся в «Боавишту». 9 августа в матче против «Жил Висенте» он дебютировал в Сангриш лиге. 27 августа 2023 года в поединке против «Каза Пия» Педру забил свой первый гол за «Боавшиту».